# Ramon Casanovas i Tresserras
Ramon Casanovas i Tresserras (Cardedeu, 23 de novembre de 1917 - Granollers, 27 de novembre de 2009) fou pèrit mercantil, polític i un activista cultural i catalanista.

## Biografia
Ramon Casanovas fou fill de Marià Casanovas i Fortuny i Maria Tresserras i Ribell. El seu pare fou l'alcalde de Cardedeu del 15 d'abril de 1934 al 10 de juny de 1935, i del 18 de febrer de 1936 al 20 d'octubre de 1936, provinent de les entitats culturals i membre d'Estat Català, tot i que va encapçalar la llista d'ERC de Cardedeu durant la República. Precisament per haver ocupat aquest càrrec va ser jutjat per un tribunal militar franquista i sentenciat a la Pena de Reclusió Perpètua al Penal de San Miguel de los Reyes (València), pena que més tard li fou commutada a 8 anys. El 1942 va quedar en llibertat, i el gener de 1947, la causa va quedar finalment, arxivada. En Ramon, doncs, visqué de ben petit a casa seva la importància de la cultura i el pes d'una Espanya opressora. I en va fer la seva causa.
Casanovas va viure la Guerra Civil de molt a prop, participant en el Front del Jarama (Madrid) i reclòs en el camp de concentració de València quan la guerra va finalitzar. Un cop tornat a casa seva, a Cardedeu, es va convertir en un actiu treballador en la recuperació de les institucions democràtiques des de diversos àmbits. Juntament amb una colla de joves de Cardedeu, va iniciar uns espais culturals que es solien celebrar al local que tenia la Caixa de Pensions i al Centre Parroquial l'Esbarjo. Primer van ser les Tribunes, i més endavant les Atalaies, que va representar l'inici dels concerts de la Nova Cançó, conferències, etc.
Ja establert a Granollers, va ser un dels impulsors de la creació de la secció local d'Unió Democràtica de Catalunya (UDC) en ple franquisme, el 1961. Però, a més, la seva constant defensa de la llengua i la cultura catalanes el va portar a ser fundador, i president, de la delegació comarcal d'Òmnium Cultural a Granollers. Posteriorment va ser un dels impulsors de les Aules d'Extensió Universitària per a la Gent Gran (AGEVO) també a Granollers, inaugurades el 15 d'abril de 1993, i que el mateix Ramon presidí fins al setembre de 2009.
En la seva carrera política va ser regidor de l'Ajuntament de Granollers per Unió Democràtica de Catalunya durant tres mandats, en els quals a més de passar per l'oposició, va ser responsable de les àrees de Salut Pública i Gent Gran. Casanovas va presidir la mesa de constitució del consistori com a regidor de més edat en diverses ocasions.
Dels diferents companys de viatge, es destaca el fort lligam i l'amistat que va tenir amb Jaume Camp, amb qui va compartir la major part d'activitat política i cultural. Quan aquest morí, el 1993, li va dedicar l'article Jaume Camp. Un home, una idea, on repassa tota la trajectòria que van fer plegats, i on ressalta els valors de la tasca realitzada.
Casanovas va ser distingit amb la Medalla de la Ciutat de Granollers l'any 2006 com a reconeixement a la seva trajectòria pública en favor de la democràcia i a la lluita antifranquista, a través de l'acció reivindicativa cultural.
Ramon Casanovas es va casar amb Mercè Ricós i Viadé i va tenir dues filles, la Ma Montserrat i la Ma Glòria. Va morir el 27 de novembre de 2009, a l'edat de 92 anys.

## Premi Ramon Casanovas

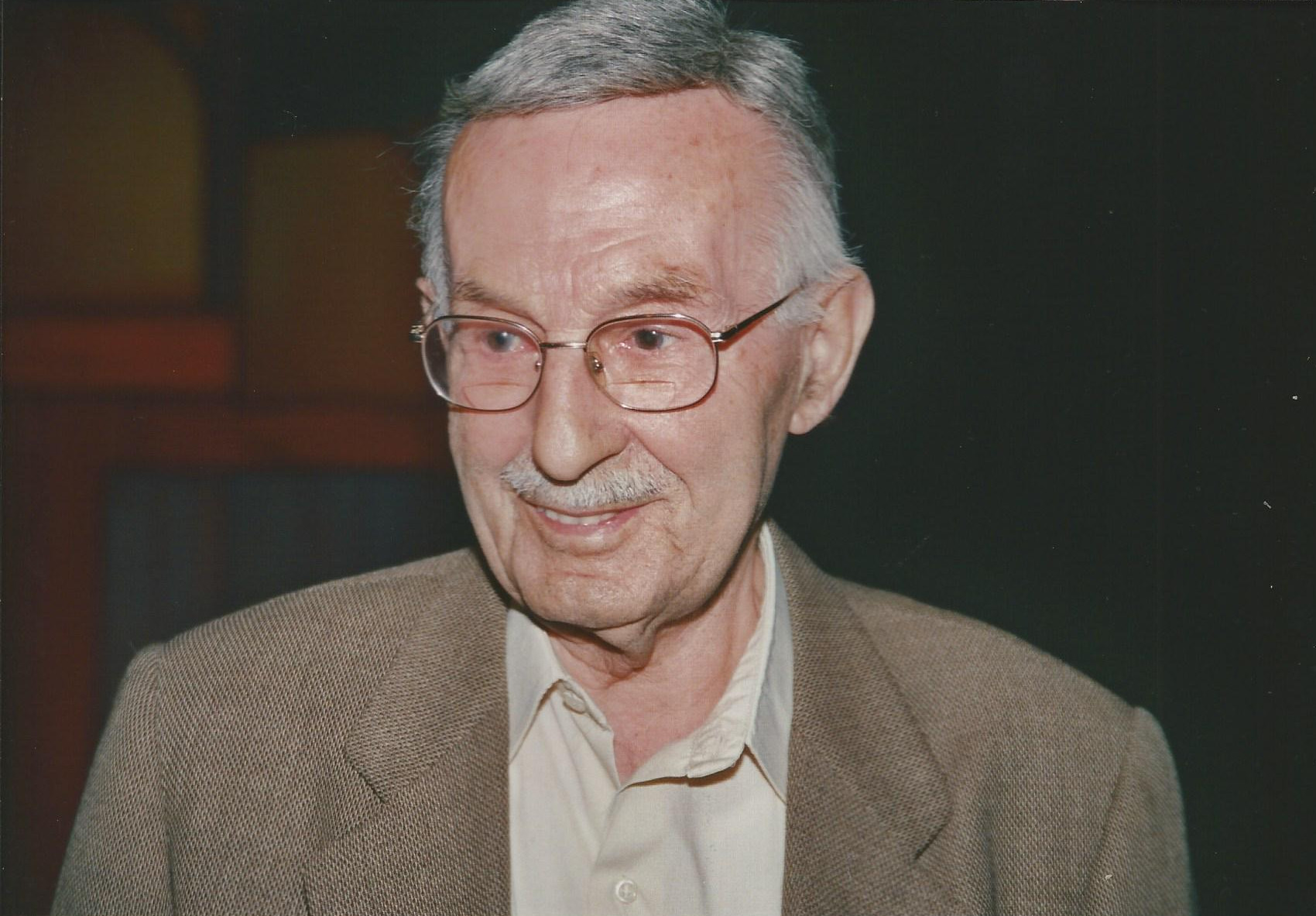
Ramon Casanovas i Tresserras

L'any 2011 es va instaurar el Premi Ramon Casanovas destinat al foment d'iniciatives en favor de la llengua catalana i reconeixement d'accions cíviques en aquest àmbit al Vallès Oriental. El premi, dotat amb 1.000 euros, és patrocinat per la família Casanovas, i pretén retre homenatge i perpetuar la memòria de qui ha estat un constant defensor de la llengua i la cultura catalana al Vallès Oriental. El premi va destinat al reconeixement d'accions i iniciatives cíviques, individuals o col·lectives, empreses a favor de la presència, l'ús i el prestigi públic de la llengua catalana.
El llistat de guanyadors és el següent:
- 2011 – Veu Pròpia[7]
- 2012 – Associació Cultural del Matarranya[8]
- 2013 – Català Sempre[9]
- 2014 – Joves de Mallorca per la Llengua[10]
- 2015 – La Veu del País Valencià[11]
- 2016 – Ràdio Arrels[12]